# Аграрна політика
Аграрна політика — курс та система заходів, спрямованих на інтенсивний розвиток продуктивних сил села, вдосконалення або докорінну зміну існуючих там форм власності, на поліпшення умов життя й побуту його мешканців, на забезпечення сировиною промисловості та ін. Аграрна політика держави є важливим складовим елементом соціально-економічної політики держави і передбачає наукове обґрунтування стратегії і тактики розвитку аграрних відносин, економічне обґрунтування шляхів розвитку села.